# لبه تیغ (فیلم ۱۳۵۷)
لبه تیغ فیلمی به کارگردانی کامران قدکچیان و نویسندگی احمد نجیب زاده و کامران قدکچیان محصول سال ۱۳۵۷ است.

## خلاصه داستان
مردی خواهر همسرش را فریب می‌دهد و دختر که از عکس‌العمل خانواده‌اش وحشت دارد از خانه می‌گریزد. در تعقیب و گریز دختر به بالای ساختمان پلاسکو کشیده می‌شود و شوهر خواهر دختر، زودتر از برادرش به او دست می‌یابد و ضربه ای کشنده بر او وارد می‌کند و می‌گریزد. دختر قبل از اینکه برادرش به او دست پیدا کند سقوط کرده و درمی‌گذرد. پلیس و برادر دختر، در جستجوی قاتل هستند و سر انجام به حقیقت امر دست یافته و شوهر خواهرش را در یک درگیری سخت، گرفتار کرده و تحویل قانون می‌دهند.

## بازیگران
- ایرج قادری
- جوانه جلیلوند
- منیژه آرا
- پریدخت اقبالپور
- علی آزاد
- جواد بنی اسدی